# Choerades basalis
Choerades basalis là một loài ruồi trong họ Asilidae. Choerades basalis được Hermann miêu tả năm 1914.